# Masakuni Yamamoto
Masakuni Yamamoto (jap. 山本 昌邦, Yamamoto Masakuni; * 4. April 1958 in Numazu, Präfektur Shizuoka) ist ein ehemaliger japanischer Fußballspieler und späterer -trainer.

## Nationalmannschaft
1980 debütierte Yamamoto für die japanische Fußballnationalmannschaft. Yamamoto bestritt vier Länderspiele.

## Errungene Titel
- Kaiserpokal: 1982